# Assumpta Serna
Assumpta Serna, nata María Asunción Rodés Serna (Barcellona, 16 settembre 1957), è un'attrice spagnola.

## Biografia
Ha studiato diritto all'università e poi drammaturgia nell'Institut de Teatre, diventando quindi attrice cinematografica. Ha anche preso parte a diverse serie televisive anche fuori dalla Spagna. Il primo regista importante con cui ha lavorato è stato Pedro Almodóvar, che l'ha diretta in due film.
Ha scritto due libri di tecniche di interpretazione (Screenacting e Monologhi in VO) e ha ricoperto la presidenza dell'AISGE (Actores e Intérpretes - Sociedad de Gestión de España).

## Vita privata
Parla correntemente catalano, castigliano, inglese, italiano, francese e portoghese.
In prime nozze ha sposato Carlos Tristancho: dopo aver divorziato, è stata per qualche tempo compagna dell'attore belga Patrick Bauchau. In seguito si è unita in matrimonio con l'attore scozzese Scott Cleverdon, tuttora suo marito.

## Filmografia parziale

### Cinema
- L'orgia, regia di Francesc Bellmunt (1978)
- Lady Lucifera, regia di José Ramón Larraz (1980)
- Pepi, Luci, Bom e le altre ragazze del mucchio (Pepi, Luci, Bom y otras chicas del montón), regia di Pedro Almodóvar (1980)
- Matador, regia di Pedro Almodovar (1986)
- Balada da Praia dos Cães, regia di  José Fonseca e Costa (1987)
- Orchidea selvaggia (Wild Orchid), regia di Zalman King (1989)
- Rossini! Rossini!, regia di Mario Monicelli (1991)
- Il maestro di scherma (El maestro de esgrima), regia di Pedro Olea (1992)
- Adelaide, regia di Lucio Gaudino (1992)
- Belle al bar, regia di Alessandro Benvenuti (1994)
- Giovani streghe (The Craft), regia di Andrew Fleming (1996)
- Momentos robados, regia di Oscar Barney Finn (1997)
- Perché no? (Pourquoi pas moi?), regia di Stéphane Giusti (1999)
- I Viceré, regia di Roberto Faenza (2007)
- Claret, regia di Pablo Moreno (2020)

### Televisione
- Falcon Crest - serie TV, 8 episodi (1989)
- Henry VIII - miniserie TV, regia di Pete Travis (2003)
- Il commissario De Luca, regia di Antonio Frazzi, 1 episodio (2008)
- I Borgia (Borgia) - serie TV, 14 episodi (2011-2014)
- Tierra de Lobos - L'amore e il coraggio (Tierra de Lobos) - serie TV, 9 episodi (2013)